# Bischöfliches Spital (Konstanz)
Das Bischöfliches Spital ist ein historisches Gebäude in Konstanz.

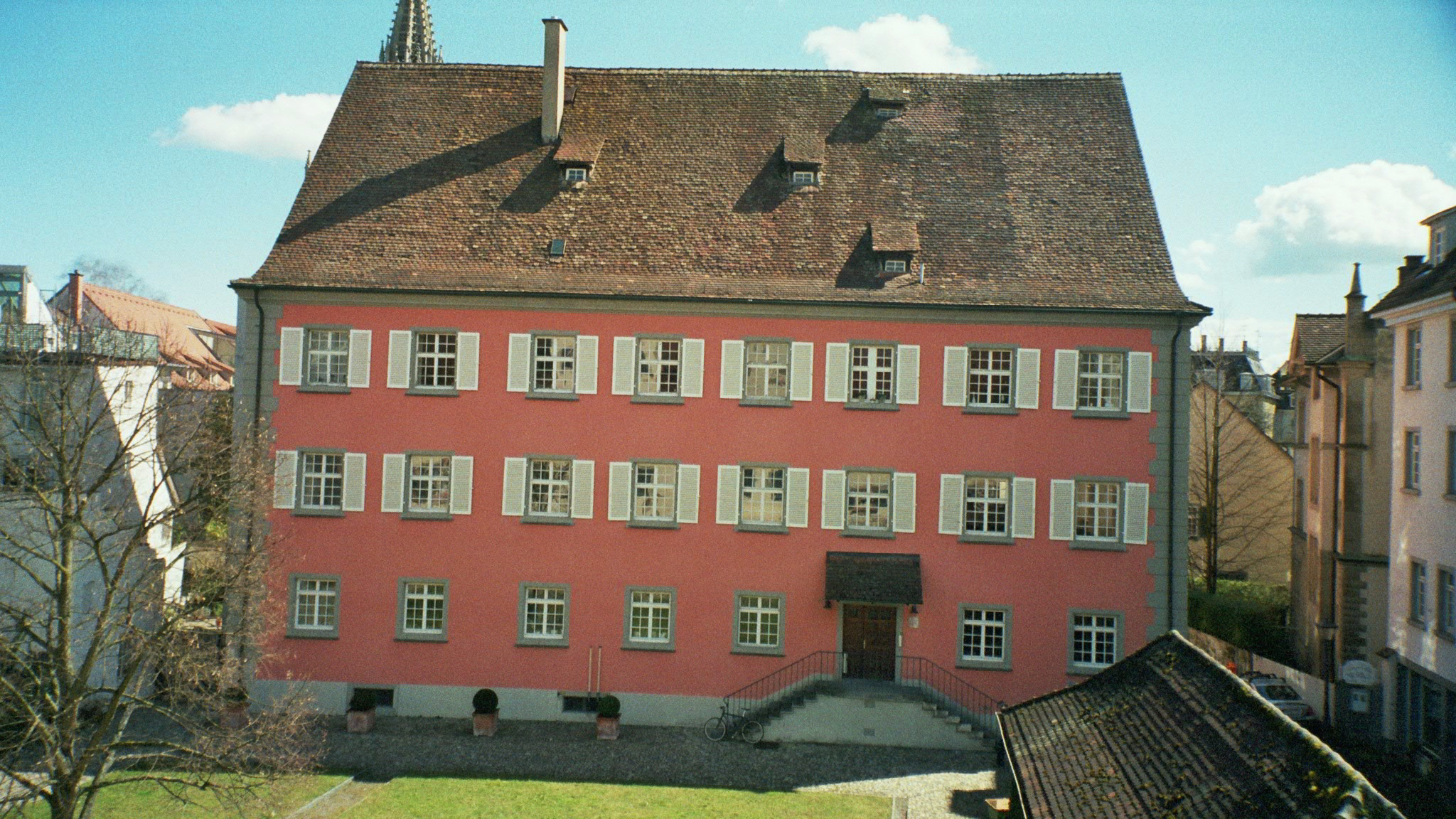
„Kleinspitäle“

Die Gebäude Torgasse 6 und 8 haben einen gemeinsamen Innenhof, der den Lanzenhof und das Bischöfliche Spital zu einem ansehnlichen Ensemble verbindet. Das im 14. Jahrhundert errichtete, frühere Patrizierhaus beherbergte ab 1604 bis 1607 bzw. 1609 ein Jesuitenkolleg, welches ab 1602 vom Stadthauptmann Maximilian Schenk von Stauffenberg aufgebaut wurde und am 18. Oktober 1604 den Unterricht aufnahm. 1609 zog das Kolleg mit 450 Schülern, 11 Patres und pädagogischen Hilfskräften in die Neubauten um das heutige Stadttheater Konstanz am Seeufer um. Ab 1609 beherbergte das Gebäude eine rein geistliche Stiftung für die Angehörigen und das Dienstpersonal des Domstiftes. Seine heutige Gestalt erhielt das Haus in den Jahren 1716 bis 1723. Seit 1826 ist das Gebäude als Sitz verschiedener Behörden in staatlichem Besitz. Heute wird es neben der Staatsanwaltschaft Konstanz vom Landgericht Konstanz und der Bewährungshilfe genutzt.